# Reg Stratton
Reginald Malcolm Stratton (Kingsley, 10 luglio 1939 – 21 maggio 2018) è stato un calciatore inglese, di ruolo attaccante.

## Biografia
Era il pro-zio del calciatore Tom Cleverley, nazionale inglese dal 2012 al 2013.

## Carriera
Formatosi nel Woking, con cui vince una FA Amateur Cup, nel 1959 passa al Fulham, giocando sei stagioni nella massima serie inglese, ottenendo come miglior piazzamento il decimo posto nella First Division 1959-1960.
Nel 1965 passa da svincolato al Colchester Utd, club di quarta divisione, ottenendo la promozione in terza serie grazie al quarto posto ottenuto nella Fourth Division 1965-1966. Debuttò con il suo nuovo club il 21 agosto 1965 contro il Port Vale, segnando la prima rete il primo settembre dello stesso anno contro l'Exeter City. Stratton giocò con il club di Colchester due stagioni in terza serie, retrocedendo in quarta serie al termine della Third Division 1967-1968.
Stratton ha giocato nelle varie competizioni con i The U's in totale 121 partite, segnando 56 reti.
Nel 1968, fallito il rinnovo con il Colchester United, si trasferisce in America per giocare con i canadesi del Vancouver Royals, impegnato nella prima edizione della North American Soccer League. Con i Royals ottenne il quarto ed ultimo posto della Pacific Division. 
Ritornato in patria, milita nel Brentwood Athletic e nel Dover.
Ha militato inoltre nelle selezioni giovanili e amatoriali inglesi.

## Palmarès
- FA Amateur Cup: 1

Woking: 1958